# Cricotopus flavibasis
Cricotopus flavibasis är en tvåvingeart som beskrevs av Malloch 1915. Cricotopus flavibasis ingår i släktet Cricotopus och familjen fjädermyggor. Inga underarter finns listade i Catalogue of Life.